# Hans Eworth

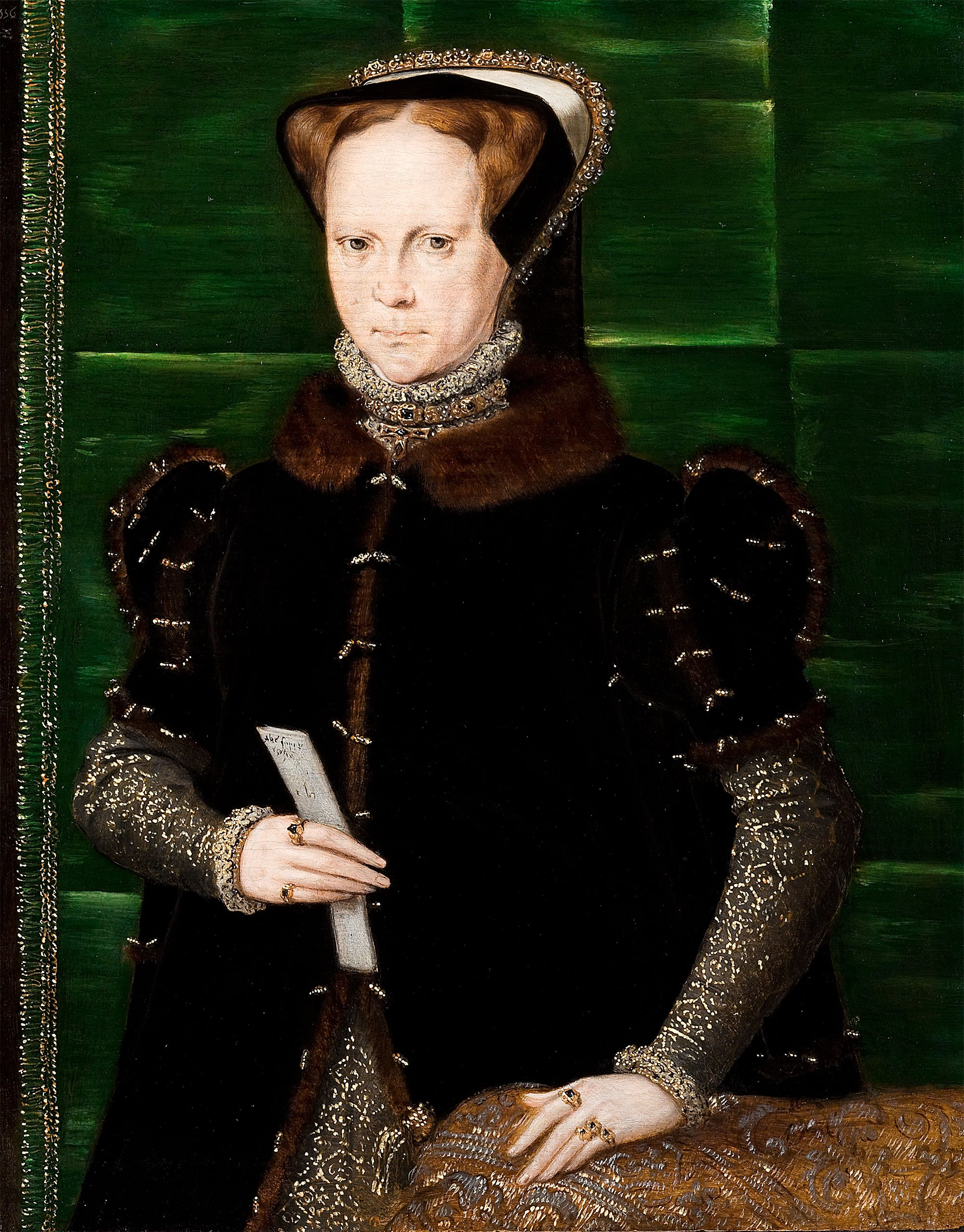
Maria I av England. Porträtt av Hans Eworth.

Hans Eworth, Hans Ewouts, född cirka 1520, död 1574, var en flamländsk porträttmålare.

## Målningar
- Sir John Luttrel (1550)
- Maria Stuart (1554)